# Bernbeuren
Bernbeuren is een gemeente in de Duitse deelstaat Beieren, en maakt deel uit van het Landkreis Weilheim-Schongau. Bernbeuren telt 2.482 inwoners bij de telling in december 2005, dat is 600 inwoners meer dan in 1980.
Bernbeuren behoorde voor 1803 bij het "hochstift" Augsburg. Sinds 1803 werd Bernbeuren door de Reichsdeputationshauptschluss echter onderdeel van Beieren. Volgens het archief van het bundesland Beieren bestaat de gemeente Bernbeuren sinds 1818.
Altenstadt ·
Antdorf ·
Bernbeuren ·
Bernried ·
Böbing ·
Burggen ·
Eberfing ·
Eglfing ·
Habach ·
Hohenfurch ·
Hohenpeißenberg ·
Huglfing ·
Iffeldorf ·
Ingenried ·
Oberhausen ·
Obersöchering ·
Pähl ·
Peißenberg ·
Peiting ·
Penzberg ·
Polling ·
Prem ·
Raisting ·
Rottenbuch ·
Schongau ·
Schwabbruck ·
Schwabsoien ·
Seeshaupt ·
Sindelsdorf ·
Steingaden ·
Weilheim i.OB ·
Wessobrunn ·
Wielenbach ·
Wildsteig